# 普拉特山 (本寧阿爾卑斯山脈)
46°3′13″N 7°44′11″E / 46.05361°N 7.73639°E

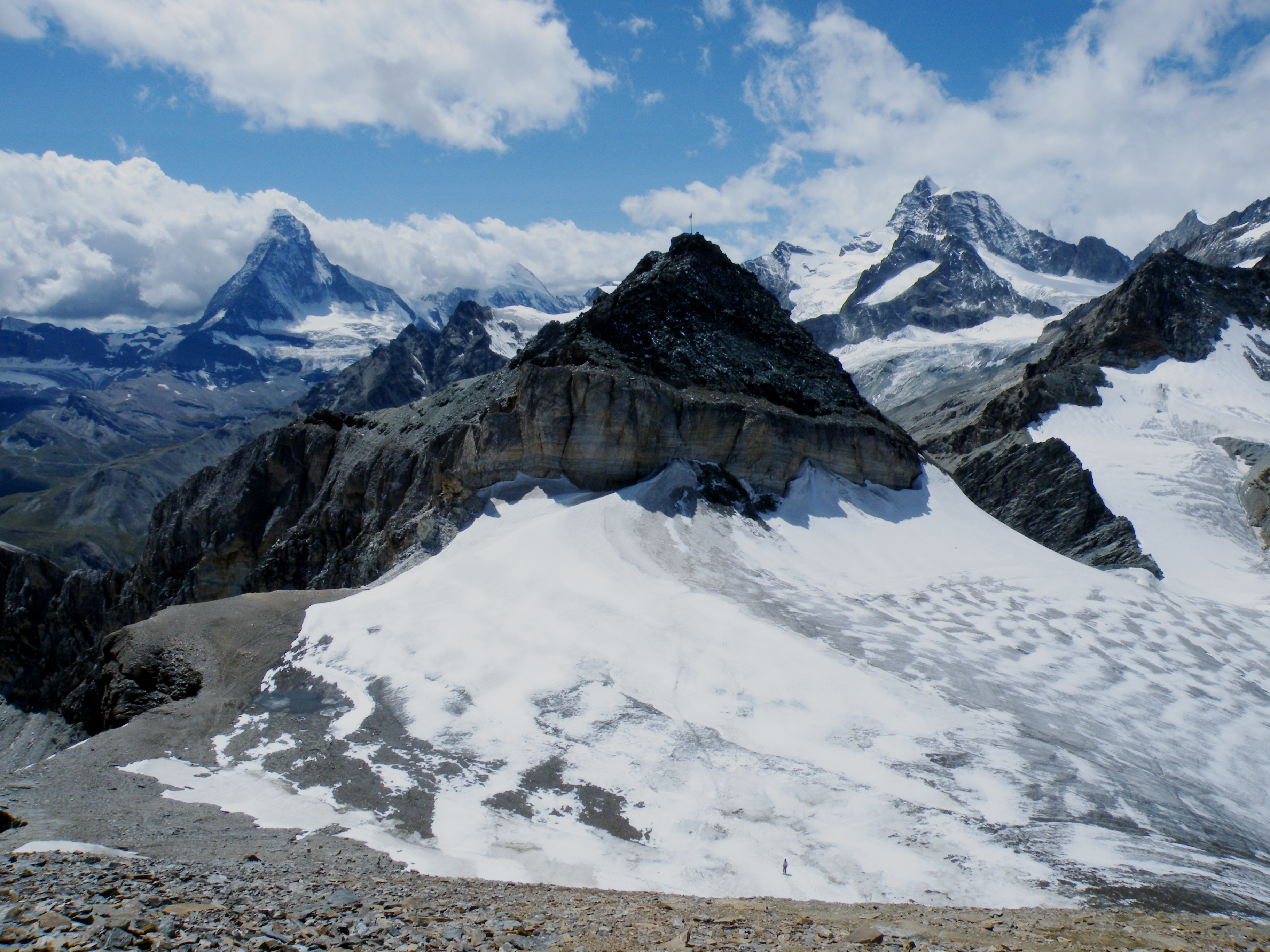

普拉特山（Platthorn），是瑞士的山峰，位於該國西南部，由瓦萊州負責管轄，屬於本寧阿爾卑斯山脈的一部分，海拔高度3,345米，每年平均降雨量1,585毫米。